# Anne D. Yoder
Pour les articles homonymes, voir Yoder.
Anne Daphne Yoder est une biologiste, chercheuse et professeure américaine au département de biologie de l'Université Duke à Durham en Caroline du Nord aux États-Unis. Ses travaux portent sur l'étude, la préservation et la conservation de la diversité de la biodiversité que l'on trouve à Madagascar. L'un de ses principaux sujets de recherche porte sur la diversité de la population de lémuriens de l'île. Plus précisément, les recherches de Yoder se concentrent sur divers facteurs géographiques qui conduisent à des différences biologiques plus ou moins importantes dans le processus de spéciation. Ses recherches utilisent la recherche génomique pour mieux comprendre le degré complexe et unique de spéciation qui se produit dans les populations de lémuriens.

## Biographie

### Naissance et famille
Anne Yoder naît à Charlotte en Caroline du Nord. Anne est la fille du journaliste américain Edwin Yoder, lauréat du prix Pulitzer, et de Mary Jane Yoder. Elle est mariée à l'écrivain et artiste David Micheal Hart.

### Éducation et carrière
Anne D. Yoder obtient son en B.A. en zoologie de l'Université de Caroline du Nord à Chapel Hill en 1981. Avant d'obtenir son doctorat, Anne travaille pour le Musée national d'histoire naturelle des États-Unis et pour le Musée américain d'histoire naturelle, respectivement au département de zoologie des vertébrés et au département de mammologie. Elle obtient ensuite son Ph.D. en biologie de l'Université Duke en 1992. Au cours des trois années suivantes, Anne est boursière postdoctorale du programme de biologie environnementale de l'Université Harvard.